# Duntep Racing
Duntep Racing is een motorsport team dat zijn thuisbasis heeft in Staphorst. Het team is vernoemd naar de hoofdsponsor Duntep Mobiele Bungalows.
Het team rijdt in het ONK met motoren die getuned zijn door Ten Kate Motoren in Nieuwleusen.

## Huidige Coureurs
Het team bestaat in 2009 uit 3 coureurs: 
- Sander Hofstede komt uit in de 65cc Motocross.
- Stuart Voskamp komt uit in het ONK - Supersport.
- Joan Veijer komt uit het het ONK - Superbike. Vanwege een blessure in het voorseizoen wordt Veijer in 2009 gedurende de blessure vervangen door het Engelse talent Gino Rea.